# Verbascum drymophilum
Verbascum drymophilum är en flenörtsväxtart som beskrevs av Hub.-mor.. Verbascum drymophilum ingår i släktet kungsljus, och familjen flenörtsväxter. Inga underarter finns listade i Catalogue of Life.